# Грушне (Брагінський район)
Грушне (біл. вёска Грушнае) — село (веска) в складі Брагінського району розташоване в Гомельській області Білорусі. Село підпорядковане Чемериській сільській раді і в ньому мешкає 112 осіб (станом на 2004 рік).
Село Грушне розташоване на південному сході Білорусі, у південній частині Гомельської області, неподалік від районного центру Брагіна (за 20 кілометрів східніше).